# Anastasia Bryzgalova
Anastasia Bryzgalova (Анастасия Константиновна Брызгалова en russe), née le 13 décembre 1992, est une curleuse russe. Elle a remporté le titre de Championne du monde en 2016 dans les catégories du simple et double mixte. Elle a été retenue pour participer au tournoi olympique de double mixte de 2018 avec son mari Aleksandr Krushelnitskiy.

## Palmarès

### Jeux olympiques d'hiver
- Médaille de bronze au Tournoi de double mixte de curling aux Jeux olympiques d'hiver de 2018 à Pyeongchang. Cette médaille lui sera retirée à la suite du cas de dopage de son mari[1].

### Championnats du monde
- Médaille d'or au Championnat du monde mixte 2016 à Champéry.
- Médaille d'or au Championnat du monde double mixte 2016 à Östersund.